# Belwind
Belwind is een windmolenpark voor de kust van België. Het windpark wordt gebouwd op de Blighbank, 46 kilometer van de kust van Zeebrugge met een maximale waterdiepte van 37 meter. Het park wordt in twee fasen van elk 55 turbines gerealiseerd. Het totaal geplande vermogen van 330 megawatt zal naar verwachting jaarlijks 1,1 miljard kilowattuur aan elektriciteit produceren. Dat is voldoende om ongeveer 350.000 gezinnen van stroom te voorzien en 1.080.000 ton CO2 per jaar te besparen.

## Belwind 1
De opdracht voor de eerste fase is gegaan naar Van Oord. Het contract had een waarde van 280 miljoen euro en was daarmee de grootste opdracht voor Van Oord in 2009. De eerste fase van 165 MW is op 9 december 2010 in gebruik genomen. Het park vergde een investering van 614 miljoen euro. In 2010 was geen enkel windpark ter wereld dat even ver in zee is gelegen als Belwind. In 2013 werd een 6 MW testturbine van Alstom aan het park toegevoegd.
Het park is eigendom van het Belgische Parkwind en het Nederlandse Meewind. Het park is gefinancierd door een non-recourse projectfinanciering en heeft onder andere de PFI award gewonnen.

## Belwind 2 / Nobelwindpark
In september 2015 tekende het offshore windproject Nobelwind en Jan De Nul Group het EPCI-contract voor de bouw van een windpark naast Belwind 1. Het contract behelst het ontwerp, de aankoop, de bouw en de installatie van 51 paalfunderingen voor 50 windturbines en het Offshore High Voltage Substation en de installatie van de 50 windturbinegeneratoren. Het Nobelwindpark staat ook bekend onder de naam Belwind 2.
Op een oppervlakte van 22 km2 komen 50 Vestas windturbines van elk 3,3 MW of 165 MW in totaal. De turbinehub komt op een hoogte van 79 meter en met de rotorbladen bereikt het geheel een maximale hoogte van 135 meter. Het park kan bijna 200.000 gezinnen van elektriciteit voorzien. Het windpark zal met een in 2013 geïnstalleerde kabel worden aangesloten worden op het Belgische elektriciteitsnet. De werken startten in april 2016 en zijn in de loop van 2017 voltooid.
Het park is eigendom van Parkwind, Sumitomo en Meewind.